# Краай, Джесси
Джесси Краай (англ. Jesse Kraai; род. 6 мая 1972, Санта-Фе) — американский шахматист, гроссмейстер (2007). Он стал первым игроком американского происхождения, получившим это звание после Таля Шакеда в 1997 году.
Краай выиграл Национальный чемпионат среди юниоров 1987 года, и выиграл Турнир чемпионов среди школьников Денкера в 1989 и 1990 годах. В 2007 году он выиграл пятый раз подряд чемпионат штата Нью-Мексико.

## Биография
Родился в Санта-Фе (штат Нью-Мексико). Получил степень бакалавра Шаймерского колледжа в 1994 году, степень магистра философии в Йенском университете (Германия) в 1996 году, а также степень доктора философии (PhD) в 2001 году в Гейдельбергском университете. В его диссертации изучалось влияние Георга Иоахима Ретикуса на развитие теории Коперника.
В 2013 году Краай опубликовал роман «Лиза: шахматный роман». Он ушёл из преподавания шахмат на три года, чтобы написать роман.
Победитель Открытого чемпионата США по шахматам, полуфиналист командного чемпионата США 2009 года (3—4-е место).

## Изменения рейтинга
| Графики недоступны из-за технических проблем. См. информацию на Фабрикаторе и на mediawiki.org. |